# Монастырская изба
Монастырская изба (Изба, Избушка, Избушка со снегом, Дрова под снегом, Вишня в сотах, Вишневый сад, Шалаш, Соты, Крыша, Вишневая горка, Стругураш, Избушка под снегом, Девичий монастырь) — торт из трубочек, имитирующих «брёвнышки», промазанных кремом. Трубочки, как правило из песочного теста, выкладываются на основу из теста в виде пирамиды. Внутри «брёвнышек» в качестве начинки используются вишневые ягоды. Сверху торт поливается сметанным кремом, растопленным шоколадом, шоколадной глазурью или посыпан шоколадной крошкой.
В Молдавии известен торт под названием «Шапка Гугуцэ», названный в честь персонажа молдавского писателя Спиридона Вангели.
Торт «Шапка Гугуцэ» напоминает «Монастырскую избу», отсюда существует мнение, что рецепт имеет молдавские корни.
Большая популярность торта обуславливает существование множества его рецептов, вплоть до использования готовых блинов вместо трубочек. Крем обычно классический сметанный, но может быть и масляный, со сгущенным молоком, и масляно-заварной. Вишня без косточек закладывается внутрь трубочек перед выпеканием. Значительно реже Монастырская изба готовится с черносливом. Готовый торт обязательно должен хорошо пропитаться.

## В искусстве
«Недосягаемости людских желаний меня научил в детстве торт „Монастырская изба“. Вернее, не столько сам торт, а тётя Люба, которая его пекла, причём пекла она его с ювелирной точностью именно к тем застольям и праздникам» («Проза Парижской Жизни» от Елены Якубсфельд).